# José María Maguregi
José María Maguregi Ibargutxi (Ugao-Miraballes, 16 marzo 1934 – Bilbao, 30 dicembre 2013) è stato un allenatore di calcio e calciatore spagnolo, di ruolo centrocampista.

## Carriera

### Giocatore
Centrocampista avanzato, debutta in prima squadra con il Club Deportivo Villosa, per poi passare all'Arenas Getxo.
Viene poi acquistato dall'Athletic Bilbao, con cui esordisce in Primera División spagnola il 14 settembre 1952 durante Racing-Athletic 2-0.
Con i baschi disputa nove stagioni, vincendo tre Coppe del Generalisimo ed un campionato.
Sul finire della carriera passa al Siviglia, poi all'Espanyol ed infine al Recreativo Huelva.

### Allenatore
Dopo aver cominciato ad allenare con il Sestao Sport Club, passa sulla panchina del Racing, restandovi per cinque anni e conquistando due promozioni in Primera División spagnola.
Nel 1977 si trasferisce prima al Celta e poi all'Almeria, conquistando in entrambi i casi la promozione nella Liga. Segue quindi un triennio all'Espanyol, mentre nel 1983 ritorna al Racing ottenendo nuovamente una promozione in Prima divisione (1983-84), fino al 1986-87 quando dopo la retrocessione in Segunda division, si siede di nuovo sulla panchina del Celta, dando però le dimissioni dopo 30 giornate.
Segue una parentesi all'Atlético Madrid, dove viene esonerato dopo 5 partite, mentre nella stessa stagione subentra alla guida del Real Murcia.
Chiude la carriera con una retrocessione con il Celta nel 1990.

## Palmarès

### Giocatore
- Campionato spagnolo: 1

Athletic Bilbao: 1955-1956
- Coppa di Spagna: 3

Athletic Bilbao: 1954-1955, 1955-1956, 1957-1958